# Ennigloh
Ennigloh ist ein Stadtteil der im Nordosten Nordrhein-Westfalens gelegenen Stadt Bünde im Kreis Herford. Mit 8615 Einwohnern (Stand: 31. März 2022) ist er nach Bünde-Mitte der größte Stadtteil der Stadt Bünde.

## Geschichte
Die Bauerschaft Ennigloh wurde 1191 als Eniglo erstmals schriftlich erwähnt. Bis zur Franzosenzeit gehörte Ennigloh zur Vogtei Bünde im Amt Limberg der Grafschaft Ravensberg. Von 1807 bis 1813 gehörte der Ort zum Kanton Bünde, der von 1807 bis 1810 zum Königreich Westphalen und von 1811 bis 1813 zum Kaiserreich Frankreich gehörte. 1815 kam Ennigloh zur preußischen Provinz Westfalen und darin 1816 zum Kreis Bünde, der 1832 im Kreis Herford aufging. Im Kreis Herford gehörte die Gemeinde Ennigloh zunächst zum Amt Bünde und seit 1902 war sie Sitz des Amtes Ennigloh.
Ennigloh wurde am 1. Juli 1969 durch das Herford-Gesetz in die Stadt Bünde eingegliedert.

## Sehenswertes
Das Amtshaus Ennigloh ist ein Jugendstilgebäude. Der an die Renaissance erinnernde Südgiebel stammt von 1902. Bis Ende 1968 war hier die Verwaltung der Bürger der Gemeinden Hunnebrock, Hüffen, Werfen, Ahle, Holsen, Muckum, Dünne, Spradow, Südlengern und auch Ennigloh untergebracht. Heute befindet sich dort die Musikschule der Stadt Bünde (gegründet 1970).
Das Dustholz ist ein naturnaher Stadtpark mit Minigolf-Anlage und Spielplatz, an dessen Rändern verschiedene Freizeiteinrichtungen (Hallenbad „Bünder Welle“, „Erich-Martens-Stadion“, Dustholz-Kindergarten, Reithalle) gelegen sind.

## Infrastruktur und Wirtschaft

### Verkehr
Ennigloh ist über die Anschlussstelle 27 (Bünde, früher Bünde-Ennigloh) der A 30 (E 30) an das Fernstraßennetz angebunden.
In Ennigloh befindet sich der Bahnhof Bünde mit Zugverkehr in Richtung Amsterdam/Berlin (Intercity-Linie 77) sowie Bielefeld/Rahden/Hildesheim/Hannover/Osnabrück (Regionalbahn/Regionalexpress).
Auch die Stadtbus-Linien 1, 2, 3 und 4 erschließen den Stadtteil werktags im 30-Minuten-Takt.

### Bildung
Ennigloh ist der Standort des „Schulzentrums Nord“.
- Grundschule Ennigloh
- Erich-Kästner-Gesamtschule
- Realschule Bünde-Nord
- Freiherr-vom-Stein-Gymnasium (Bünde)
- Erich Gutenberg

### Kirchen
- Evangelisch-Lutherische Kirchengemeinde Bünde-Philippus
- Evangelisch-Freikirchliche Gemeinde Ennigloh

Wappen des Amtes Ennigloh
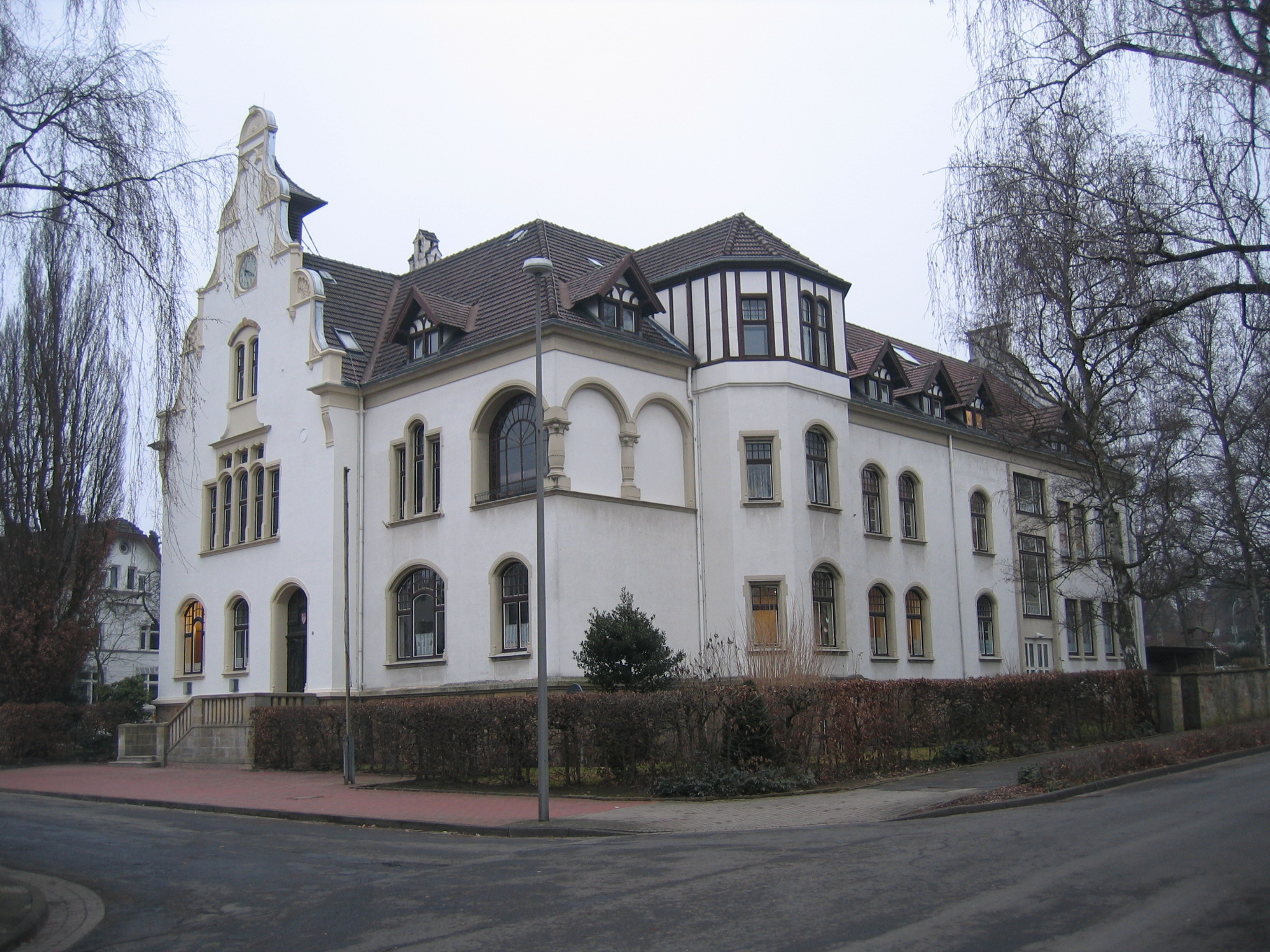
Das Amtshaus
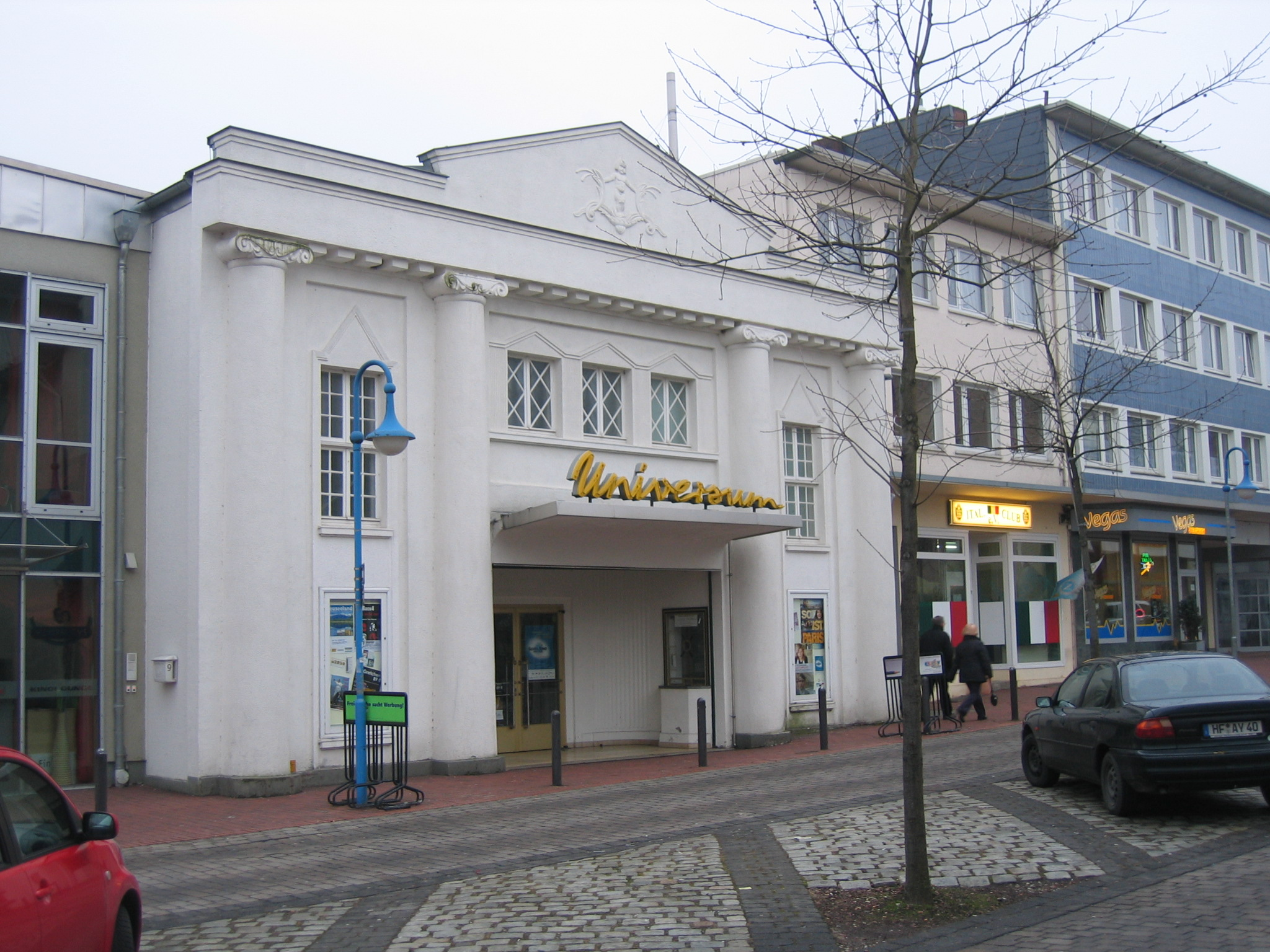
Das Universum

## Persönlichkeiten
- Rudolf Bäumer (1901–1973), Geschäftsführer und Politiker (SPD)